# آدم مالک
آدم مالک (انگلیسی: Adam Malik Batubara) ; (۲۲ ژوئیهٔ ۱۹۱۷ – ۵ سپتامبر ۱۹۸۴) دیپلمات ارشد، وزیر امور خارجه و یکی از پیشگامان روزنامه‌نگاری اهل اندونزی بود.

## زندگی جوانی

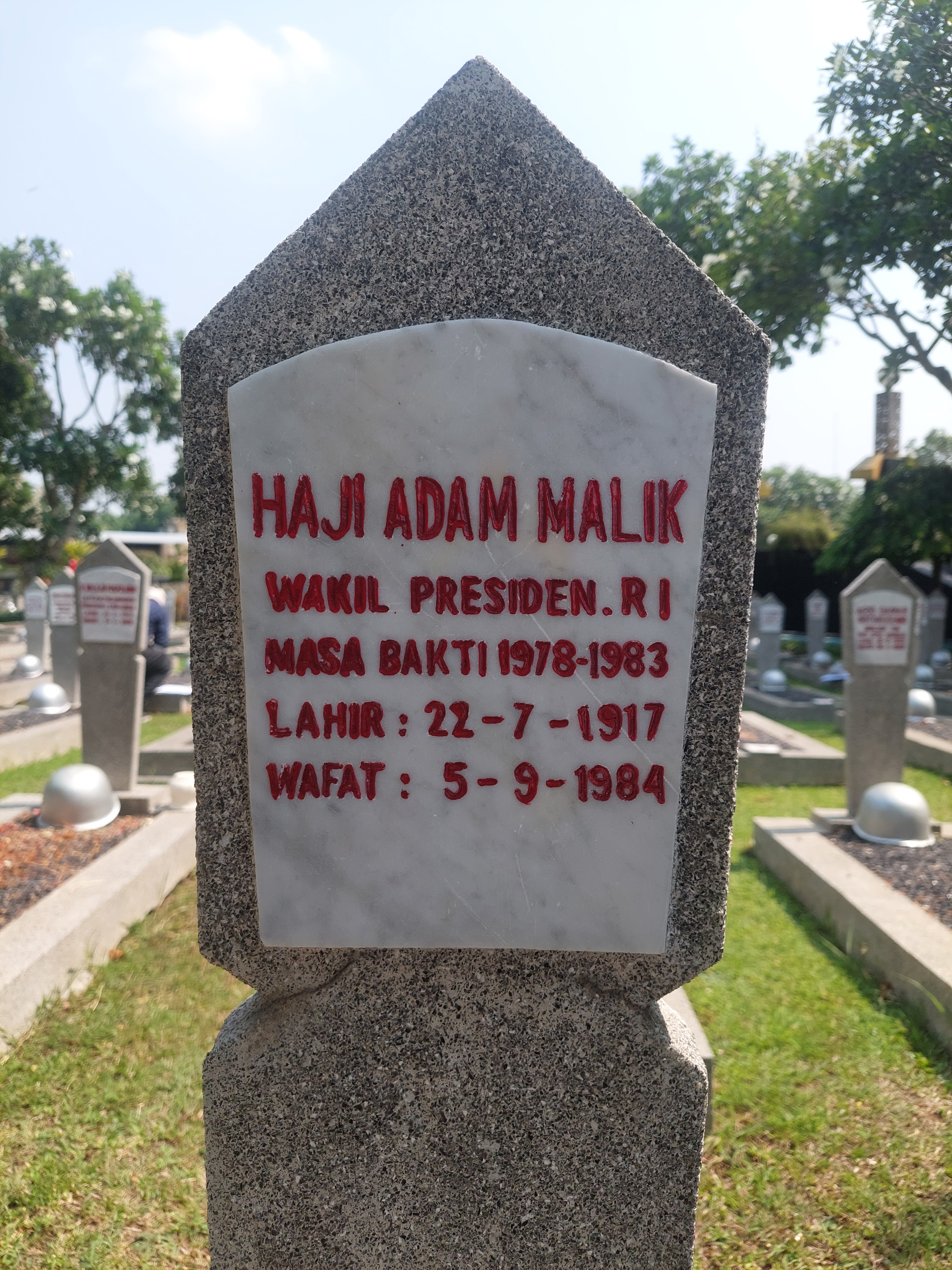
ارامگاه حاجی آدام مالک

آدم مالک در پماتنگ سیانتر در سوماترای شمالی، هند شرقی هلند متولد شد. او از یک خانواده مسلمان اندونزیایی قبیله باتوبارا است. پس از اتمام دوره راهنمایی و دبیرستان، او به عنوان یک مغازه دار شروع به کار کرد، و اوقات فراغت خود را با خواندن کتاب‌ها و افزایش دانش گذراند.
مالک به سرعت به سیاست علاقه‌مند شد و در ۱۷ سالگی، رئیس شعبه Pematang Siantar از حزب پارتیندو (Partindo) اندونزی شد. در این موقعیت، مالک برای استقلال اندونزی از استعمار هلند تلاش کرد و در نتیجه این تلاش‌ها، مالک زندانی شد. مالک پس از آزادی پماتنگ سیانتر را برای اقامت در جاکارتا ترک کرد.

## حرفه
مالک پس از خروج از زادگاهش، به عنوان یک روزنامه‌نگار شروع به کار کرد. او برای مجله حزب پارتیندو و روزنامه Pelita Andalas مطلب می‌نوشت. وی در سال ۱۹۳۷، همراه با همکاران همفکرش، آنتارا (ANTARA) را تشکیل داد. این رسانه سپس برای تبدیل شدن به آژانس خبری ملی این کشور توسعه یافت.